# Gleb Anfiłow
Gleb Borisowicz Anfiłow (ros. Глеб Борисович Анфилов) (ur. 25 czerwca 1923 w Moskwie, zm. 13 sierpnia 1971 tamże) – radziecki pisarz, popularyzator nauki, dziennikarz, absolwent fizyki Moskiewskiego Uniwersytetu Państwowego.
Był redaktorem odpowiedzialnym kolegium redakcyjnego gazety Znanie – siła (ros. Знание – сила).
Jego twórczość to osiem opowiadań naukowofantastycznych, napisanych w latach 1959–1964, które stały się klasykami radzieckiej fantastyki, oraz kilka książek popularnonaukowych, głównie z dziedziny fizyki.
Był siostrzeńcem represjonowanego poety Gleba Josafowicza Anfiłowa (1886–1938).

## Twórczość (wybrana)
- Erem (ЭРЭМ, 1962, wyd. pol. w: Zagadka liliowej planety)
- Radość czynu (Радость действия, 1962, wyd. pol. w: Ostatni z Atlantydy)
- Pętla czasu (Скрепка, 1964, wyd. pol. w: Pod stopami ziemia; inny tytuł to ***, w: Kroki w nieznane t. 2)
- Niezwykła kariera półprzewodników
- Sztuczne słońce